# NGC 2295
NGC 2295 je galaksija u zviježđu Velikom psu.

## Vanjske poveznice
- SEDS: NGC 2295